# Torneo de Kitzbühel 2019
El Generali Open Kitzbühel 2019 fue un torneo de tenis perteneciente al ATP Tour 2019 en la categoría ATP World Tour 250. El torneo tuvo lugar en la ciudad de Kitzbühel (Austria) desde el 29 de julio hasta el 4 de agosto sobre tierra batida.

## Distribución de puntos
| Modalidad            | Campeón | Finalista | Semifinales | Cuartos de final | 2ª ronda | 1ª ronda | Clasificados | 2ª ronda de clasificación | 1ª ronda de clasificación |
| Individual masculino | 250     | 165       | 100         | 50               | 25       | 0        | 13           | 7                         | 0                         |
| Dobles masculino     | 250     | 150       | 90          | 45               | 20       | 0        | -            | -                         | -                         |

## Cabezas de serie

### Individuales masculino
| Tenista           | Ranking | Preclasificados |
| Dominic Thiem     | 4       | 1               |
| Dušan Lajović     | 26      | 2               |
| Fernando Verdasco | 30      | 3               |
| Pablo Cuevas      | 47      | 4               |
| Márton Fucsovics  | 50      | 5               |
| Leonardo Mayer    | 51      | 6               |
| Lorenzo Sonego    | 52      | 7               |
| Pablo Carreño     | 59      | 8               |

- Ranking del 22 de julio de 2019.[2]

### Dobles masculino
| Tenista                       | Ranking | Preclasificados |
| Oliver Marach Jürgen Melzer   | 59      | 1               |
| Philipp Oswald Filip Polášek  | 94      | 2               |
| Roman Jebavý Matwé Middelkoop | 102     | 3               |
| Sander Gillé Joran Vliegen    | 105     | 4               |

## Campeones

### Individual masculino
Dominic Thiem venció a  Albert Ramos por 7-6(7-0), 6-1

### Dobles masculino
Philipp Oswald /  Filip Polášek vencieron a  Sander Gillé /  Joran Vliegen por 6-4, 6-4